# A-105
A-105 (SA-10) — 16-й старт по программе Аполлон, 5-й орбитальный полет макета корабля Аполлон, использовалась ракета-носитель Сатурн-1, состоялся 30 июля 1965 года.

## Подготовка
Основной задачей полета A-105 было продолжение испытаний ракеты-носителя, проверка алгоритмов управления и точности выведения. Использовался картонный габаритно-весовой макет (BP № 9A) космического корабля Аполлон. 22 ноября 1975 года корабль сгорел в плотных слоях атмосферы. Ракета-носитель Сатурн-1 (SA-10) была такой же, как и в полетах A-103 и A-104. Как и в предыдущем запуске, на макете служебного модуль монтировался оснащённый датчиками блок двигателей ориентации.

## Полет
Полёт A-105 начался в 8:00 по Восточному времени (13:00 GMT) 30 июля 1965 со стартовой площадки LC-37B базы ВВС США на мысе Канаверал. Это был последний старт ракеты-носителя Сатурн-1, в дальнейшем использовалась ракета Сатурн-1Б. Установленный на 30 мин таймер гарантировал старт в окне запуска спутника Пегас-3. Выведение прошло нормально, через 10,7 минут после старта полезный груз был доставлен на орбиту. Его полная масса, включая макет корабля Аполлон, спутник Пегас-3, переходник, приборный отсек и вторую ступень S-IV, составляла 15 621 кг.
Система отстрела макета корабля сработала штатно, командный и служебный модули отделились спустя 812 секунд после старта и открыли спутник Пегас-3, присоединенный ко второй ступени S-IV Сатурна-1. Через 40 секунд Пегас-3 развернул панели-ловушки. Спутник весил 1 423,6 кг, имел солнечные батареи и 2 панели размахом 29,3 м с детекторами для регистрации ударов микрометеорных частиц.

## Спутник Пегас

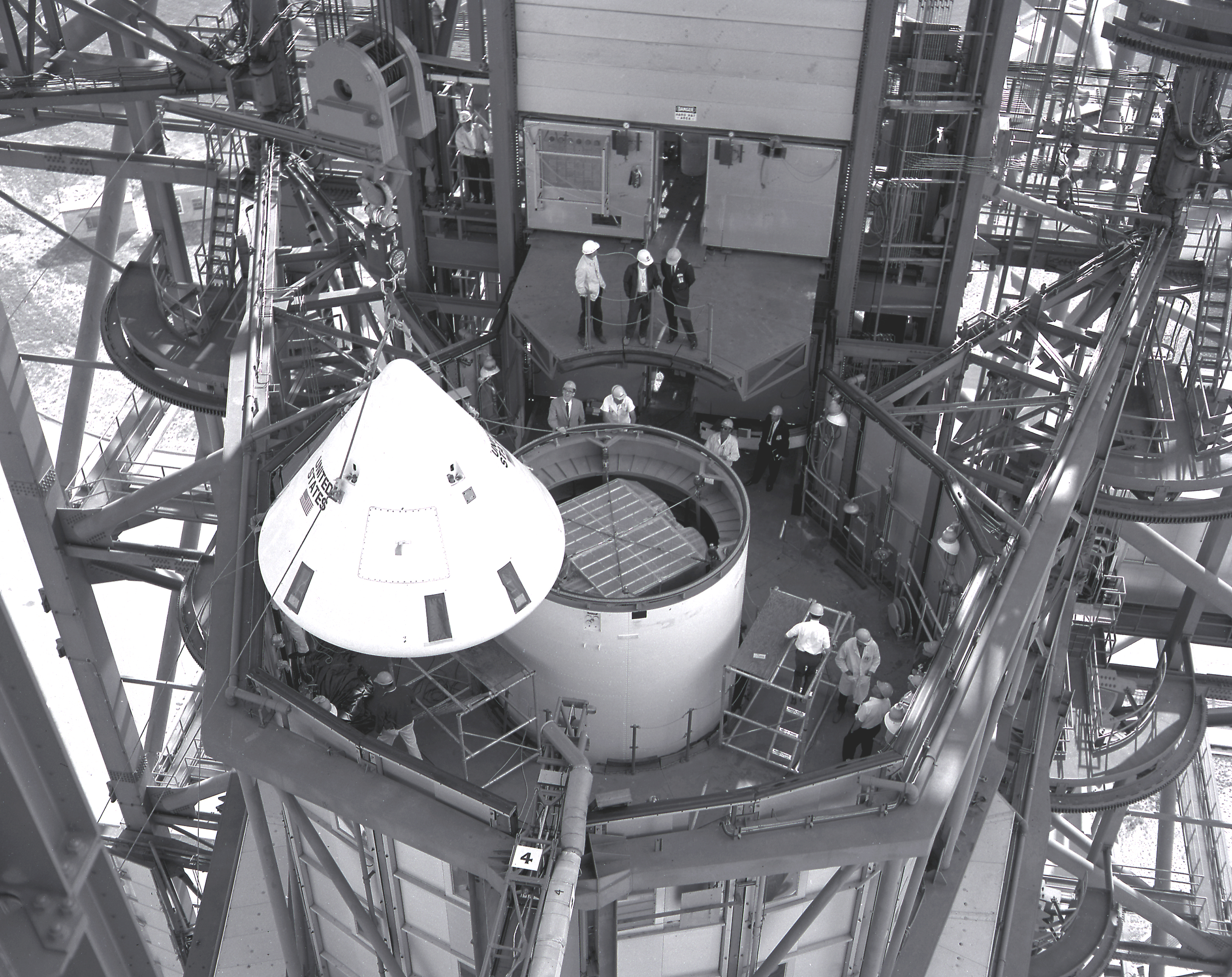
Спутник Пегас внутри макета корабля Аполлон.
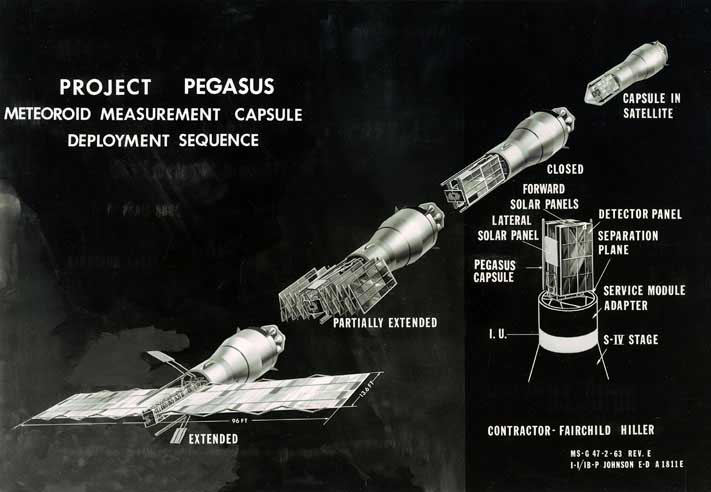
Схема выведения спутника Пегас на орбиту.
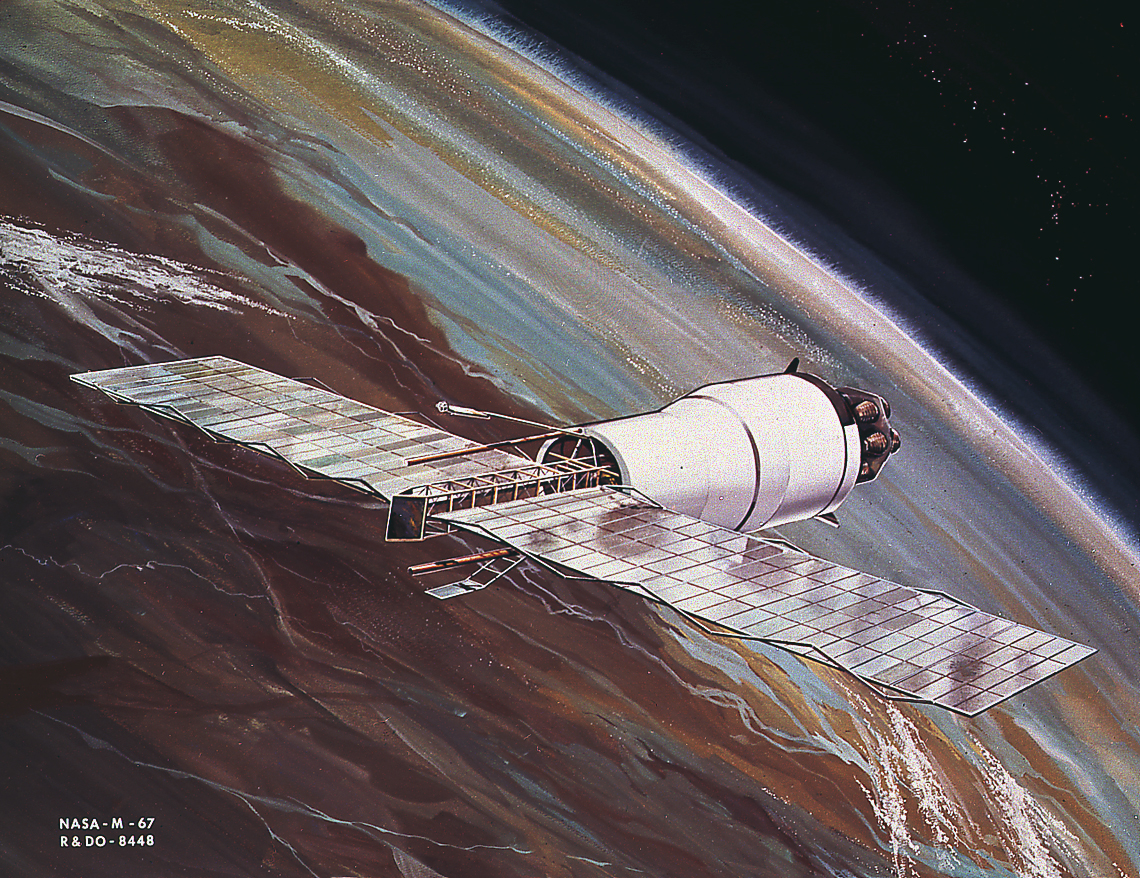
Спутник Пегас в космосе (рисунок).